# Wolfram Löwe
Wolfram Löwe (Markranstädt, 14 mei 1945) is een voormalig voetballer uit Oost-Duitsland, die speelde als aanvaller. Hij kwam zijn gehele loopbaan uit voor Lokomotive Leipzig. Met die club won hij één keer de beker van Oost-Duitsland.

## Interlandcarrière
Löwe, bijgenaamd "Wolle", kwam in totaal 43 keer (12 doelpunten) uit voor de nationale ploeg van Oost-Duitsland in de periode 1967–1976. Onder leiding van de Hongaarse bondscoach Károly Sós maakte hij zijn debuut op 17 mei 1967 in de vriendschappelijke wedstrijd tegen Zweden (0–1) in Helsingborg, net als doelman Jürgen Croy (BSG Motor Zwickau) en verdediger Bernd Bransch (HFC Chemie Halle). Löwe maakte deel uit van de Oost-Duitse selectie die de gouden medaille won bij de Olympische spelen in 1976. Ook kwam hij uit op het WK voetbal 1974 in buurland West-Duitsland.

## Erelijst
Lokomotive Leipzig
- Oost-Duitse beker

1976